# Безсалы
Безса́лы (укр. Безсали) — село,
Безсаловский сельский совет,
Лохвицкий район,
Полтавская область,
Украина.
Код КОАТУУ — 5322680401. Население по переписи 2001 года составляло 772 человека.
Является административным центром Безсаловского сельского совета, в который, кроме того, входят сёла
Вишенки,
Мехедовка,
Озерное,
Сокириха и
Червоная Слободка.

## Географическое положение
Село Безсалы находится на правом берегу реки Лохвица,
ниже по течению примыкает село Харьковцы.
По селу протекает пересыхающий ручей с запрудой.

## История
- 1694 — дата основания.

## Экономика
- Молочно-товарная и птице-товарная фермы.
- ЧП АФ «Перше Травня».

## Объекты социальной сферы
- Школа.